# イノシトール
イノシトール (inositol) は、シクロヘキサンの各炭素上の水素原子が1つずつヒドロキシ基に置き換わった構造（1,2,3,4,5,6-シクロヘキサンヘキサオール）を持つ、シクリトールの1種である。広義にビタミンB群の1種とも言われており、ヒトの場合、糖尿病などが原因で体内でイノシトールが不足すると、神経症状が起こるなどの悪影響が知られている。

## 性質
イノシトールは無色の結晶。口にすると、ヒトには甘く感じられる。

## 分布
イノシトールは地球上の生物の生体成分の1つとしてグルコースを原料として生合成される。このため、例えば、穀物の糠や豆類や果物といった植物にも含まれるし、動物の肉や魚などにも含まれるなど、地球上の多くの生物の体内に含有されている。
またフィチン酸は、イノシトールの持つ6個のヒドロキシ基の全てがリン酸エステルとなった構造をしており、これは植物の組織内でのリン酸の貯蔵形態として知られている。多くの植物の種子などに含まれることが知られている。

## 生体での役割
ヒトのグリア細胞や神経細胞は、細胞の浸透圧の調整にイノシトールもオスモライトとして利用されていることが知られている。もしも数日以上続く細胞外液の浸透圧の上昇があれば、それに対抗するため細胞内にイノシトールを蓄積させて、細胞内の浸透圧を上げることで、細胞内の水分を保持しようとする。このグリア細胞や神経細胞におけるイノシトールの濃度変化には数日を要するため、長く続いた細胞外液の浸透圧が高い状態を、もしも急激に補正するようなことをしてしまうと、すぐには蓄積させたイノシトールを細胞外に捨てることができないため、細胞内に水が流入して、脳浮腫を起こす可能性があることも知られているので、この補正は時間をかけて行わなければならない。逆に数日以上続く細胞外液の浸透圧の低下があれば、細胞内のイノシトールを減らして浸透圧を下げて、細胞内への水分の流入を阻止しようとするなど、全く逆のことが起こるので、やはり補正には時間をかけなくてはならない。
なお、脂肪肝や高脂血症の治療に用いられる。

## 立体異性体
イノシトールには、ヒドロキシ基の位置により 9種類の異性体が存在する。最も一般的なものは myo-イノシトール（ミオイノシトール）である。
IUPAC命名法において、「イノシトール」は、1,2,3,4,5,6-シクロヘキサンヘキサオールの慣用名として認められている。立体化学を表すときは、各ヒドロキシル基がシクロヘキサン環の上下どちらを向いているかに着目し、以下のような形式で表す。対応する接頭辞とともに示す。
- allo-イノシトール（英語版）  （1,2,3,4/5,6-イノシトール）
- chiro-イノシトール （1,2,4/3,5,6-イノシトール）　D体、L体が存在
  - D-chiro-イノシトール（英語版）
  - L-chiro-イノシトール（英語版）
- cis-イノシトール（英語版）   （1,2,3,4,5,6/0-イノシトール）
- epi-イノシトール（英語版）   （1,2,3,4,5/6-イノシトール）
- myo-イノシトール   （1,2,3,5/4,6-イノシトール）　Infobox 内に構造を図示
- muco-イノシトール（英語版）  （1,2,4,5/3,6-イノシトール）
- neo-イノシトール（英語版）   （1,2,3/4,5,6-イノシトール）
- scyllo-イノシトール（1,3,5/2,4,6-イノシトール）

これらのうち、chiro-イノシトールのみが光学活性化合物であり、ほかはすべてメソ体である。

myo-
scyllo-
muco-
chiro-
neo-
allo-
epi-
cis-

## 多く含む食品
myo-イノシトール（ミオイノシトール）は自然界の各種の食品に含まれている。ただし名前が挙げられた食品でも、体内に吸収され利用され得るレシチン(ホスファチジルイノシトールやホスホイノシタイドなど)の形態と、穀物に含まれているが利用不可能なフィチン酸とを必ずしも常に区別していない。研究によると、myo-イノシトール（化合物も含め）を高濃度に含む食品は、果物、豆類、穀物やナッツ類である。ただ、豆類や穀物は種子ということから、イノシトールの多くがフィチン酸である。エネルギー飲料でイノシトールを含んでいるものもある。

## 健康への影響

### 糖尿病や代謝への効果
イノシトールは、通常糸球体より排泄され、尿細管で再吸収されるが、高血糖状態においては、グルコースと競合するため、再吸収されず尿中排泄量が増加する。その結果、体内のイノシトール量が低下し、ポリオール代謝異常によって、糖尿病性神経障害の成因となる。
20件のランダム化比較試験(RCT)から、インスリン感受性を低下させ血糖値を低下させていたが、BMI、HbA1cやインスリン治療を必要とする人の割合には変化はなかった。妊娠糖尿病のリスクの高い女性で、5件のRCTからミオイノシトールは発症リスクを低下させた。14件のRCTから総コレステロール、LDLコレステロールなど脂質プロファイルを改善しているが、代謝性の病気の人ではHDLコレステロールに影響はなかった。
多嚢胞性卵巣症候群 (PCOS) に対して2018年のレビューは10件のランダム化比較試験を発見し、ミオイノシトールがインスリン抵抗性、またPCOSのエストロゲン減少による症状を改善することが分かった。2017年のレビューで、ミオイノシトールは、卵細胞質内精子注入法（ICSI）または体外受精胚移植（IVF-ET）の不妊率を高める。2017年のレビューでは8件のRCTから、PCOSのICSIでは妊娠率や胚の質の改善は不十分だった。

### うつ病や不安障害への効果
2014年のメタアナリシスは、うつ病に対する7件のランダム化比較試験、2件の強迫性障害、1件のパニック障害、1件の心的外傷後ストレス障害に対して、偽薬と比較して統計的に有意な差は見られなかった。2004年のシステマティックレビューは、うつ病に対してのイノシトールを用いた4件の二重盲検試験を発見し、証拠の品質が悪いということもないが、治療利益がはっきりしたものでもなかった。うつ病に効くサプリメント探したレビューでもイノシトールの効果には注目されていない。
以前に効果があったとされる個別の研究では、二重盲検試験によって 18 g のイノシトールを摂取し強迫性障害の症状、同様の研究デザインと量でパニック障害に対して、抗うつ薬のフルボキサミンより症状の軽減に効果があった、うつ病に対して、二重盲検試験によって 12 g のイノシトールを摂取し、うつ病の症状が改善したと報告されていた。

## 安全性
毒性は比較的低いと考えられている。
NOAEL
確定していない
げっ歯類
1例 (1,800 mg/kg bw/day) を除くと450–9,000 mg/kg bw/day にて副作用は観察されていない。
ヒト
臨床試験では4 g/日までは副作用が報告されていない。
成人への投与 67–500 mg/kg bw/day では軽度の副作用が報告されている。